# Cantón de Honfleur
El cantón de Honfleur era una división administrativa francesa, que estaba situada en el departamento de Calvados y la región de Baja Normandía.

## Composición
El cantón estaba formado por trece comunas:
- Ablon
- Barneville-la-Bertran
- Cricquebœuf
- Équemauville
- Fourneville
- Genneville
- Gonneville-sur-Honfleur
- Honfleur
- La Rivière-Saint-Sauveur
- Le Theil-en-Auge
- Pennedepie
- Quetteville
- Saint-Gatien-des-Bois

## Supresión del cantón de Honfleur
En aplicación del Decreto n.º 2014-160 de 17 de febrero de 2014, el cantón de Honfleur fue suprimido el 22 de marzo de 2015 y sus 13 comunas pasaron a formar parte del nuevo cantón de Honfleur-Deauville.